# Francisco Hernández y Hernández
Francisco Hernández y Hernández (Calpulalpan, Tlaxcala) fue un profesor y político mexicano, miembro del Partido Revolucionario Institucional (PRI). Fue diputado, senador y dirigente de la Confederación Nacional Campesina (CNC).

## Biografía
Egresó como profesor normalista y le correspondió desde el primero momento el auge de la educación rural, por lo que uno de sus primeros cargos fue el de encabezar las entonces denominadas misiones culturales a estados como Oaxaca y Coahuila; en estas funciones confirmaría su identificación con la educación rural e indígena, a la que dedicaría gran parte de su carrera.
En 1932 es nombrado director de la Escuela Normal Rural «Ricardo Flores Magón» en Salaices, Chihuahua, y ese mismo año funda la Escuela Normal Rural de la Tarahumara en Guachochi, Chihuahua. Al mismo tiempo, recibe de la Secretaría de Educación Pública la coordinación de Investigación Lingüística del idioma tarahumara con el fin de que los maestros rurales puedan dominar dicha lengua. Esta coordinación se dedica a la traducción de los materiales educativa a dicha lengua y publica la cartilla Rababe-raramuri (español-tarahumara), que una vez aprobada por la Comisión Nacional de Estudios Lingüísticos de la SEP, se distribuye en los centros escolares indígenas de esa zona del país.
En 1936 organiza en la Ciudad de México las Jornadas de Nacionalidad con representación de todas las escuelas normales federales del país, y el mismo año el Sindicato Nacional de Trabajadores de la Educación lo nombrada delegado al Congreso Internacional de los Sindicatos de Trabajadores de la Educación realizado en Moscú, en la entonces Unión Soviética. 
En 1949 es postulado por el PRI y elegido diputado federal por el Distrito 2 de Tlaxcala a la XLI Legislatura de dicho año a 1952. Al terminar dicho cargo, es nombrado director de Bibliotecas del Congreso de la Unión y luego la Secretaría de Gobernación lo nombra director del Diario Oficial de la Federación. en 1958 es elegido Senador por Tlaxcala para el periodo de dicho año al de 1964, que corresponde a las Legislaturas XLIV y XLV. Paralelamente, de 1959 a 1962, fue secretario general de la Confederación Nacional Campesina.
Durante el gobierno de Gustavo Díaz Ordaz, fue nombrado director general del Banco Nacional de Crédito Ejidal. En 1978 encabezó la fundación del Sindicato Nacional Agrícola, Ganadero, Forestal y Anexos.
Su hijo, Tulio Hernández Gómez, fue también diputado y gobernador de Tlaxcala de 1981 a 1987.